# Jurij Flajšman
Jurij Flajšman, slovenski skladatelj, * 18. april 1818, Beričevo pri Ljubljani, † 23. maj 1874, Ljubljana.

## Življenje
Izobraževal se je v Ljubljani, kjer je obiskoval Realko. Glasbeno je bil zelo izobražen, saj je že pri štirinajstih letih igral na orgle. Kot učitelj je delal na Vrhniki in v Ljubljani, kjer je ustanovil Čitalniški pevski zbor, štiri leta pa je izdajal Slovensko gerlico. Izdal je tudi šolske pesmi in spevne slovenske zdravičke.
Njegove skladbe so črpale  navdih v ljudskem izročilu, bile so zelo pevne in priljubljene med pevci in poslušalci. Mnoge so ponarodele, npr.: En starček je živel, Kranjski fantje, Od železne ceste. Uglasbil je tudi nekaj Prešernovih pesmi, npr. Lunca sije. 
Poleg čitalniškega pevskega zbora je vodil od leta 1853 tudi zbor Krakovski pevci. 
V Beričevem so mu postavili spomenik pred rojstno hišo. Vsako leto v bližnjem Dolskem, v tamkajšnjem kulturnem domu prirejajo člani kulturno umetniškega društva letni koncert pevskih zborov v njegovo čast. V Ljubljani so po njem poimenovali Flajšmanovo ulico.